# Gernot Zippe
Gernot Zippe (Varnsdorf, Àustria-Hongria (actualment Txèquia) 13 de novembre de 1917 - Bad Tölz, Alemanya, 7 de maig de 2008) va ser un científic austríac–alemany que va desenvolupar la tecnologia ultracentrifugadora de gas de tipus Zippe, una màquina ultracentrífuga que s'utilitza per a la separació d'isòtops d'urani 235 i urani 238 en el procés d'enriquiment d'urani com a combustible nuclear.
El 1938, Zippe es va graduar en física a la Universitat de Viena i va treballar a la Luftwaffe, la força aèria alemanya, com a instructor de vol i investigador sobre radar i hèlices d'avió.
El 1941, Zippe va obtenir la llicenciatura en enginyeria mecànica i, el 1943, el màster en la mateixa disciplina. Durant la seva investigació posterior a la Universitat de Viena, Zippe va participar en el projecte d'armes nuclears d'Alemanya durant els anys quaranta. Va ser el membre de l'equip de recerca més jove del projecte de separació d'isòtops liderat per Klaus Clusius a la Universitat Ludwig Maximilian de Múnic.
El 1945, es va doctorar en enginyeria mecànica en l'especialitat de física tèrmica i les seves aplicacions, però al final de la guerra va ser capturat per la Unió Soviètica i enviat al camp de presoners de Krasnogorsk. El també científic alemany, Manfred von Ardenne, el va seleccionar per treballar a l'Institut A, on ell i altres científics alemanys, entre els quals Max Steenbeck i Gustav Herz, van ser empleats en el programa soviètic per al desenvolupament d'una bomba atòmica. Zippe va estar treballant en el grup que s'ocupava de l'enriquiment de l'urani mitjançant centrífugues de gas. Max Steenbeck es va convertir en el líder general del grup de científics i Gernot Zippe el principal desenvolupador de la dinàmica del rotor.
El repte més gran en el desenvolupament de centrífugues, que havien de poder girar perfectament durant anys a gairebé la velocitat del so, era la resistència i el desgast en la suspensió del tambor. Zippe i el seu equip van construir una centrífuga amb tambor vertical i un rodament magnètic sense fricció a la part superior, mentre que la base del tambor es trobava descansant en una sola agulla. Es van necessitar anys d'experimentació per crear un disseny amb èxit que va permetre a la Unió Soviètica fabricar suficient urani enriquit per a la seva bomba atòmica. Amb aquest mètode de separació massiva dels isòtops d'urani, la Unió Soviètica va obtenir un lideratge important sobre el bloc occidental durant la guerra freda. El 1956 se li va permetre la sortida de la Unió Soviètica i va tornar a Viena.
El 1957, Zippe va assistir a una conferència sobre centrífugues a Amsterdam i es va adonar que la resta del món estava molt per darrere del que el seu equip havia aconseguit a la Unió Soviètica. Les seves notes havien estat confiscades pels soviètics, però treballant de memòria va poder recrear la centrífuga a la Universitat de Virgínia als Estats Units d'Amèrica. El govern dels Estats Units va intentar reclutar-lo per a la investigació nuclear secreta, fins a demanar-li que canviés de ciutadania, però s'hi va negar i va tornar a Alemanya, on va treballar a l'empresa química Degussa per millorar les centrifugues.
La seva invenció va fer més barata la construcció de reactors i armes nuclears que, al mateix temps, augmentaven el risc de proliferació nuclear. Quan se li preguntava si se'n penedia, Zippe responia amb una frase que ha passat a la història: «Amb un ganivet de cuina podeu pelar una patata o matar el vostre veí, correspon als governs utilitzar la centrífuga en benefici de la humanitat».
Als anys setanta del segle passat, les ultracentrífugues de tipus Zippe van constituir la base tecnològica del consorci empresarial Urenco, el principal productor mundial de combustible nuclear.
El 1990, el Dr. Zippe va ser guardonat amb la Medalla Wilhelm Exner.
En hebreu, el nom de "Gernot Zippe" (גרנוט ציפה) és un anagrama de la paraula "Centrífuga" (צנטריפוגה).